# Zainsk
Zainsk (Russisch: Заинск, Tataars: Зәй of Zäy) is een stad in de Russische autonome republiek Tatarije. De stad ligt aan de rivier de Stepnoj Zaj (Степной Зай), een zijrivier van de Kama, 287 km ten oosten van Kazan.
Zainsk werd gesticht in 1652-1656 als fort. In 1962 verkreeg het de status nederzetting met stedelijk karakter. Tot 1978 was de nederzetting bekend onder de naam Novi Zaj (Новый Зай). Ook in 1978 verkreeg Zainsk de stadsstatus.
De stad is aangesloten op het Russische spoorwegnetwerk.
| 1912  | 1939  | 1959  | 1970  | 1979   | 1989   | 2002   |
| ----- | ----- | ----- | ----- | ------ | ------ | ------ |
| 3.209 | 3.200 | 8.800 | 5.100 | 30.300 | 36.621 | 41.088 |

Bestuurlijk centrum: Kazan

Agryz · Almetjevsk · Aznakajevo · Bavly · Boegoelma · Boeinsk · Bolgar · Jelaboega · Laisjevo · Leninogorsk · Mamadysj · Mendelejevsk · Menzelinsk · Naberezjnye Tsjelny · Nizjnekamsk · Noerlat · Tetjoesji · Tsjistopol · Zainsk · Zelenodolsk